# Alexander Dmitrijewitsch Zjurupa
Alexander Dmitrijewitsch Zjurupa (russisch Александр Дмитриевич Цюрупа; * 19. Septemberjul. / 1. Oktober 1870greg. in Aljoschki; † 8. Mai 1928 im Dorf Muchalatka auf der Krim) war ein russischer Revolutionär und sowjetischer Wirtschaftsfachmann, von 1923 bis 1925 Vorsitzender des Gosplan.

## Leben
Zjurupa stammte aus der Familie eines Verwaltungsangestellten. Er studierte ab 1887 an einer landwirtschaftlichen Hochschule in Cherson, wo er seine erste Bekanntschaft mit der revolutionären Bewegung gemacht hatte, indem er Mitglied eines illegalen Studentenzirkels wurde. Kurz nach dem Ende seines Studiums wurde er zum ersten Mal verhaftet, jedoch nach wenigen Monaten wieder freigelassen. Im Jahre 1896 zog er in die Stadt Simbirsk, wo er als Statistiker in der lokalen Gebietsverwaltung tätig wurde. Allerdings gab er bald diese Tätigkeit auf, zog nach Ufa und wurde dort zum Mitglied der RSDAP und wenig später zum Berufsrevolutionär. Nachdem er während einer Reise in Tula verhaftet und für drei Jahre in die sibirische Verbannung geschickt worden war, kehrte er nach dem Ende der ersten Russischen Revolution 1907 nach Ufa zurück und wurde zum Agronom in der Gutswirtschaft eines den Sozialdemokraten sympathisierenden Fürsten.
Nach der Februarrevolution 1917 wurde er zum Vorsitzenden des lokalen Parteikomitees der Bolschewiki und ab Juni 1917 zum Vorsitzenden der Stadtduma von Ufa. Nach der Oktoberrevolution leitete Zjurupa das Revolutionäre Militärkomitee des Gouvernements von Ufa. Wenige Wochen später wurde er nach Moskau beordert, wo er zum Volkskommissar für Lebensmittelfragen ernannt wurde. In dieser Position war er einer der Initiatoren der Einführung der Zwangsrequirierung von Lebensmitteln, die einen starken Widerstand unter der Bauernschaft hervorrief und zu mehreren Aufständen führte. Unter dem Eindruck dieses Bauernkrieges gab Lenin Anfang 1921 die Politik des "Militärkommunismus" auf und entschied sich für die sogenannte "Neue Ökonomische Politik". Ende dieses Jahres wurde Zjurupa zum stellvertretenden Vorsitzenden des Rates der Volkskommissare (also, zu einem der Stellvertreter von Lenin) ernannt, musste jedoch seine Position als Volkskommissar für Lebensmittelfragen aufgeben.
Dass Zjurupa eine große Autorität innerhalb damaliger bolschewistischer Führung besaß, beweist die Tatsache, dass er während der langen Krankheit Lenins die Sitzungen des Rates der Volkskommissare leitete und ihm regelmäßig darüber Rechenschaft ablegte. 1923 wurde Zjurupa zum Mitglied des Zentralkomitees der Partei gewählt.
Vom Dezember 1923 bis Oktober 1925 leitete er das Staatsplanungskomitee der Sowjetunion (Gosplan). Danach wurde er im November 1925 zum Volkskommissar für Außen- und Binnenhandel ernannt, gab diesen Posten aber bereits im Januar 1926 aus gesundheitlichen Gründen auf. Zjurupa war mehrere Jahre lang Mitglied des Zentralen Exekutivkomitees der Russischen Sowjetrepublik (ab 1923 der UdSSR).
Die Urne mit den sterblichen Überresten Zjurupas wurde feierlich an der Kremlmauer beigesetzt.

## Ehrungen
Nach seinem Tod wurde seine Geburtsstadt Aljoschki in Zjurupynsk umbenannt, dieser Schritt wurde im Mai 2016 im Zuge der Dekommunisierung der Ukraine wieder rückgängig gemacht.